# Donkey Kong Jungle Beat
Donkey Kong Jungle Beat (ドンキーコングジャングルビート Donkī Kongu Janguru Bīto) ist ein 2005 erschienenes Spiel der Donkey-Kong-Reihe für den Nintendo GameCube.

## Spielprinzip

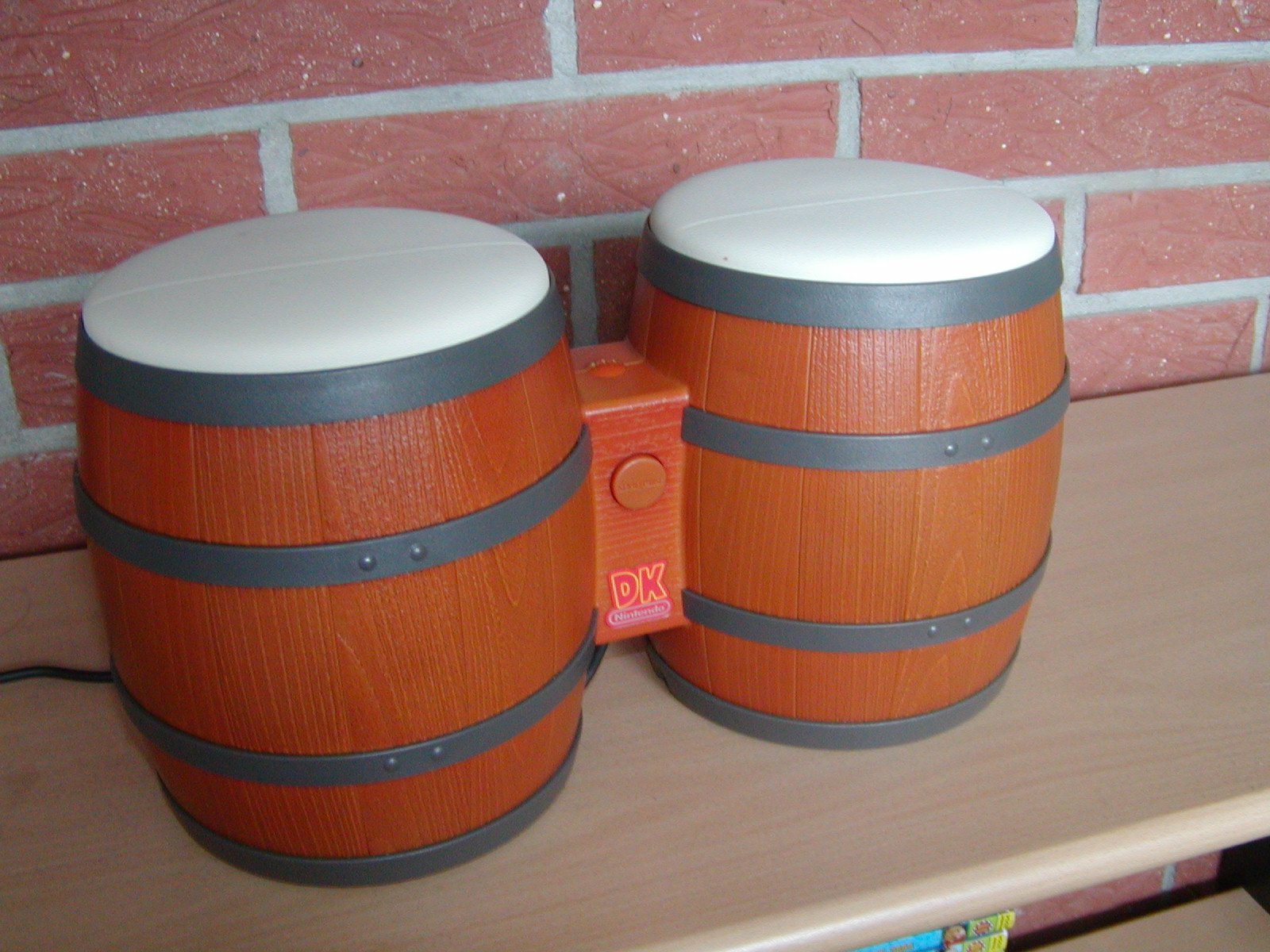
Die DK Bongos, mit denen Donkey Kong Jungle Beat gespielt wird

Donkey Kong Jungle Beat wird mit speziellen Controllern, den sogenannten DK Bongos, gespielt. Durch Klopfen auf ein Bongo bewegt sich Donkey Kong in die jeweilige Richtung. Werden beide Bongos gleichzeitig berührt, führt DK einen Sprung aus. Zudem erkennen die DK Bongos Klatschgeräusche des Spielers. Diese lösen verschiedene Aktionen im Spiel aus. Der Spieler steuert Donkey Kong durch diverse Level, in denen so viele Bananen wie möglich gesammelt werden müssen. Je nachdem, wie viele Bananen man am Ende einer Spielwelt sammeln konnte, erhält man ein Wappen. Diese gibt es in vier Ausführungen – bronze (unter 400 Bananen), silber (ab 400 Bananen), gold (ab 800 Bananen) und platin (ab 1200 Bananen). Die Anzahl der Bananen kann durch Combos und Extras erhöht werden. Mit diesem Wappen können neue Spielwelten freigeschaltet werden. Spielbar sind nur Donkey Kong und einige Tierhelfer, andere Mitglieder der Familie Kong treten nicht auf. Finaler Endgegner des Spiels ist Ghastly King.

## Spielwelten
Donkey Kong Jungle Beat wird in sechs Fässer unterteilt, diese wiederum in einzelne Spielwelten. Die Spielwelten bestehen aus zwei Level sowie einem Endgegner.
| Fass        | Spielwelt(en)    | Freischaltbedingung(en)                         |
| ----------- | ---------------- | ----------------------------------------------- |
| Sonnen-Fass | Eröffnung        | Von Anfang an spielbar.                         |
| D-Fass      | Bananen          | Eröffnung muss abgeschlossen werden.            |
| D-Fass      | Orange           | 1 Wappen                                        |
| D-Fass      | Wassermelone     | 2 Wappen                                        |
| D-Fass      | Apfel            | 3 Wappen                                        |
| K-Fass      | Erdbeere         | 6 Wappen                                        |
| K-Fass      | Ananas           | 7 Wappen                                        |
| K-Fass      | Zitrone          | 8 Wappen                                        |
| K-Fass      | Traube           | 9 Wappen                                        |
| J-Fass      | Kirsche          | 12 Wappen                                       |
| J-Fass      | Pfirsich         | 14 Wappen                                       |
| J-Fass      | Honigmelone      | 16 Wappen                                       |
| J-Fass      | Stinkfrucht      | 18 Wappen                                       |
| B-Fass      | Birne            | 25 Wappen                                       |
| B-Fass      | Lychee           | 29 Wappen                                       |
| B-Fass      | Chili            | 34 Wappen                                       |
| B-Fass      | Sternfrucht      | 41 Wappen                                       |
| Mond-Fass   | Giganten-Gefecht | 22 Wappen D-J-Fässer müssen abgeschlossen sein. |
| Mond-Fass   | Das große Finale | 51 Wappen B-Fass muss abgeschlossen sein.       |

## Entwicklung
Entwickelt wurde Donkey Kong Jungle Beat von Nintendo Entertainment Analysis & Development, Publisher war Nintendo. Producer des Spiels war Takao Shimizu, als Director wurde Yoshiaki Koizumi eingesetzt und als Executive Producer war der spätere Nintendo-Präsident Satoru Iwata tätig. Shigeru Miyamoto und Takashi Tezuka stellten die General Producers dar, die Musik stammt von Mahito Yokota.

## Musik
Der Soundtrack von Donkey Kong Jungle Beat enthält 35 Tracks. Der Titel „Dawn Savanna“ ist eine Remix-Version des Tracks „DK Island Swing“ des, von David Wise, Eveline Fischer und Robin Beanland produzierten, Donkey-Kong-Country-Soundtracks DK Jamz. Der Track „Battle for Storm Hill“ wird in Super Smash Bros. Brawl verwendet, außerdem kommt die Donkey-Kong-Jungle-Beat-Theme in Donkey Konga 3 vor.

## Erfolg
Donkey Kong Jungle Beat erhielt von Kritikern Wertungen im oberen Bereich. Die Bewertung bei GameRankings lag bei 81,74 %, die Bewertungswebsite Metacritic vergibt für das Spiel einen Metascore von 80. Die Videospielwebsite GameSpot bewertet Donkey Kong Jungle Beat mit 7/10, bei IGN liegt die Bewertung bei 8.8/10.

## Trivia
- Im Jahr 2004 wurde Donkey Kong Jungle Beat mit dem Game Critics Award in der Kategorie „Originellstes Spiel“ ausgezeichnet.[12]
- Im Wii-Spiel Super Smash Bros. Brawl existiert die Stage „Maxikaskade“, die auf Donkey Kong Jungle Beat basiert.